# Queen of rain
«Queen of Rain» (en español: Reina de la Lluvia) es una balada en inglés interpretada por el dúo sueco Roxette lanzada en octubre de 1992 como segundo sencillo de su álbum Tourism: Songs from Studios, Stages, Hotelrooms & Other Strange Places. Originalmente fue escrita para el álbum de 1991 Joyride, pero decidieron sustituirla por "Perfect Day". Posteriormente fue incluida en este álbum. 
Se convirtió en un éxito entre los 20 primeros en Bélgica, los Países Bajos, España y Suecia, y pasó más de tres meses en la lista de sencillos alemana, donde alcanzó el número 19.

## Lista de canciones
- Casete / sencillo 7" (Europa 8650124 · UK EM253)

1. "Queen of Rain" – 4:49
2. "It Must Have Been Love" (En vivo) – 5:29

- CD sencillo (Europa / Australia 8650132)

1. "Queen of Rain" – 4:49
2. "It Must Have Been Love" (En vivo) – 5:29
3. "Paint" (En vivo) – 3:20
4. "Pearls of Passion" – 3:33

- CD1 sencillo (Reino Unido CDEMS253)

1. "Queen of Rain" (Radio Edit) – 4:28
2. "Pearls of Passion" – 3:33
3. "Interview with Roxette" – 14:30

- CD2 sencillo (Reino Unido CDEM253)

1. "Queen of Rain" – 4:49
2. "It Must Have Been Love" (En vivo) – 5:29
3. "Paint" (En vivo) – 3:20
4. "Dangerous" – 3:46

## Posicionamiento en listas
| Lista (1992)                          | Máxima posición |
| ------------------------------------- | --------------- |
| Alemania (Offizielle Deutsche Charts) | 19              |
| Australia (ARIA)                      | 66              |
| Bélgica (Flandes) (Ultratop 50)       | 14              |
| Canadá (RPM Top Singles)              | 47              |
| España (AFYVE)                        | 7               |
| Países Bajos (Dutch Top 40)           | 26              |
| Países Bajos (Mega Single Top 100)    | 20              |
| Reino Unido (UK Singles Chart)        | 28              |
| Suecia (Sverigetopplistan)            | 12              |
| Suiza (Schweizer Hitparade)           | 27              |

## Créditos y personal
Los créditos son una adaptación de las notas de The Ballad Hits.
Estudios
- Grabado en EMI Studios (Estocolmo, Suecia) en junio de 1990
- Mezclado en EMI Studios (Estocolmo, Suecia)

Músicos
- Marie Fredriksson - voz principal y coros
- Per Gessle - coros, mezcla
- Bo Eriksson – oboe
- Anders Herrlin bajo, programación, ingeniería
- Jonas Isaacson - guitarras
- Clarence Öfwerman – teclados, programación, producción, mezcla
- Alar Suurna – ingeniería, mezcla

## Versión en español
- En 1996 Roxette graba la versión en español del tema siendo titulado "Una Reina Va Detras De Un Rey", para su álbum Baladas en español, donde incluye las versiones en español de sus éxitos en inglés. El álbum fue un éxito en Hispanoamérica.[13]